# A Blaze in the Northern Sky (Massgrav och Diskonto)
A Blaze in the Northern Sky är en splitskiva med de två svenska punkbanden Massgrav och Diskonto. Skivan släpptes år 2006 genom skivbolaget Sound Pollution i 2 000 exemplar.
Skivans titel refererar till det norska black metal-bandet Darkthrones skiva med samma namn.

## Låtlista
1. Massgrav - Alla Punkare E Horor (0:44)
2. Massgrav - Rösta På Vaddå? (0:31)
3. Massgrav - Å Va Fan Gör Polisen? (0:40)
4. Massgrav - Ett Korståg Mot Långsam Käng (2:08)
5. Massgrav - Satans Mördare (1:15)
6. Massgrav - Kuken Står (1:15)
7. Massgrav - Falsck Security (0:44)
8. Massgrav - Odd Fellows På Mäsk (1:00)
9. Massgrav - Vem Faan Bryr Sig? (0:51)
10. Massgrav - Total Jävla Masslakt (0:36)
11. Massgrav - Göran Perssons Lögner - Svea Rikes Lag (0:38)
12. Massgrav - Fuckad Av Facket (0:48)
13. Diskonto - Den Demokratiska Juntan (1:26)
14. Diskonto - Retoriska Nollpunkten (1:03)
15. Diskonto - En Längtan Att Ge Upp (0:54)
16. Diskonto - Knega Suger (1:24)
17. Diskonto - Da'n Före Da'n Före Domeda'n (1:18)
18. Diskonto - Kollektiv Monolog (1:33)
19. Diskonto - Stockholmssyndromet (0:49)
20. Diskonto - I Beroendeställning (1:13)
21. Diskonto - Du Vet Så Väl (Att Du Har Fel) (2:12)